# وبر متغاير
الوَبْر المتغاير (الاسم العلمي: Heterohyrax) هي جنس من الحيوانات يتبع الفصيلة الوبرية من رتبة الوبريات.

## أنواع

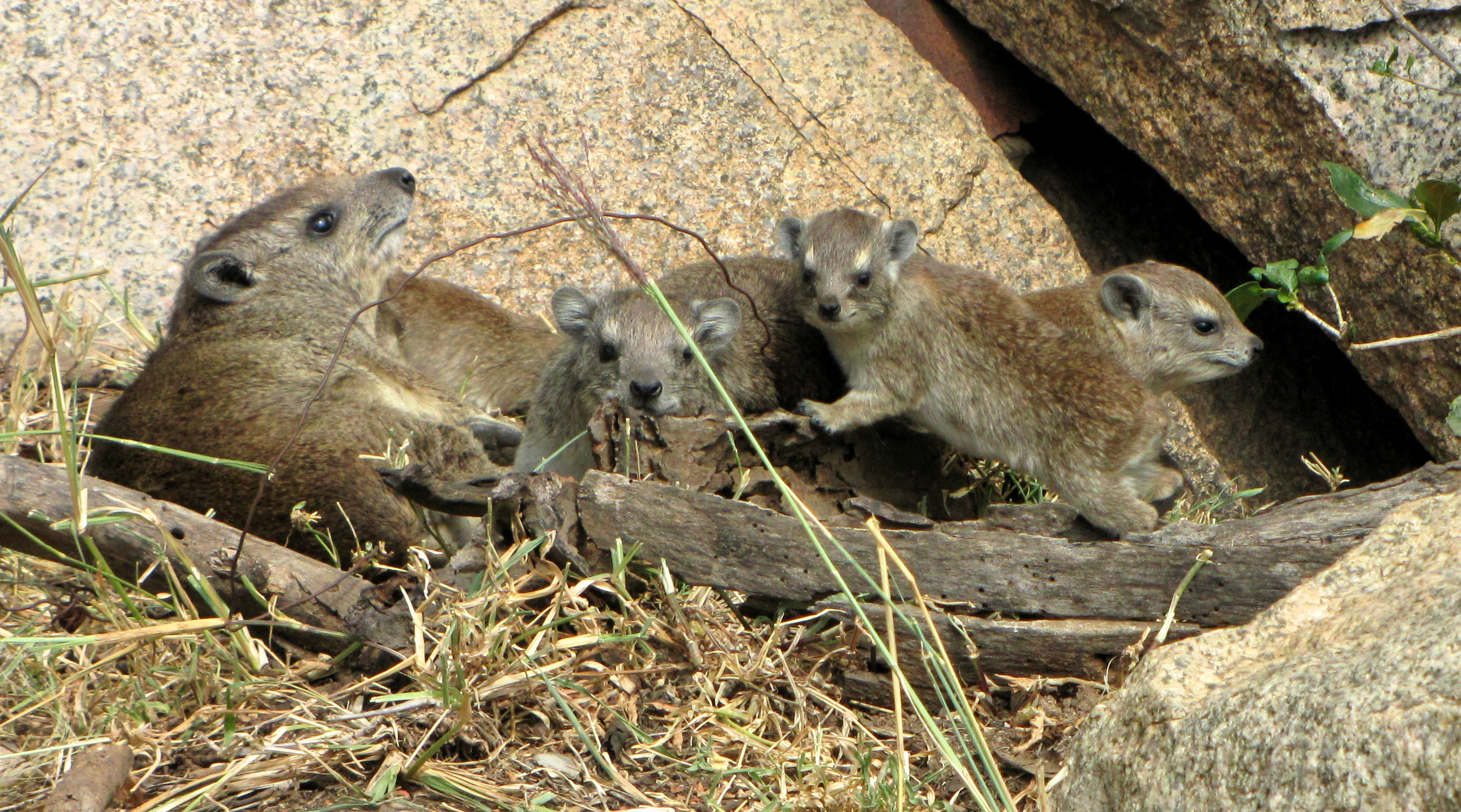
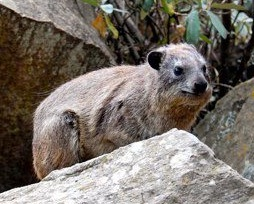
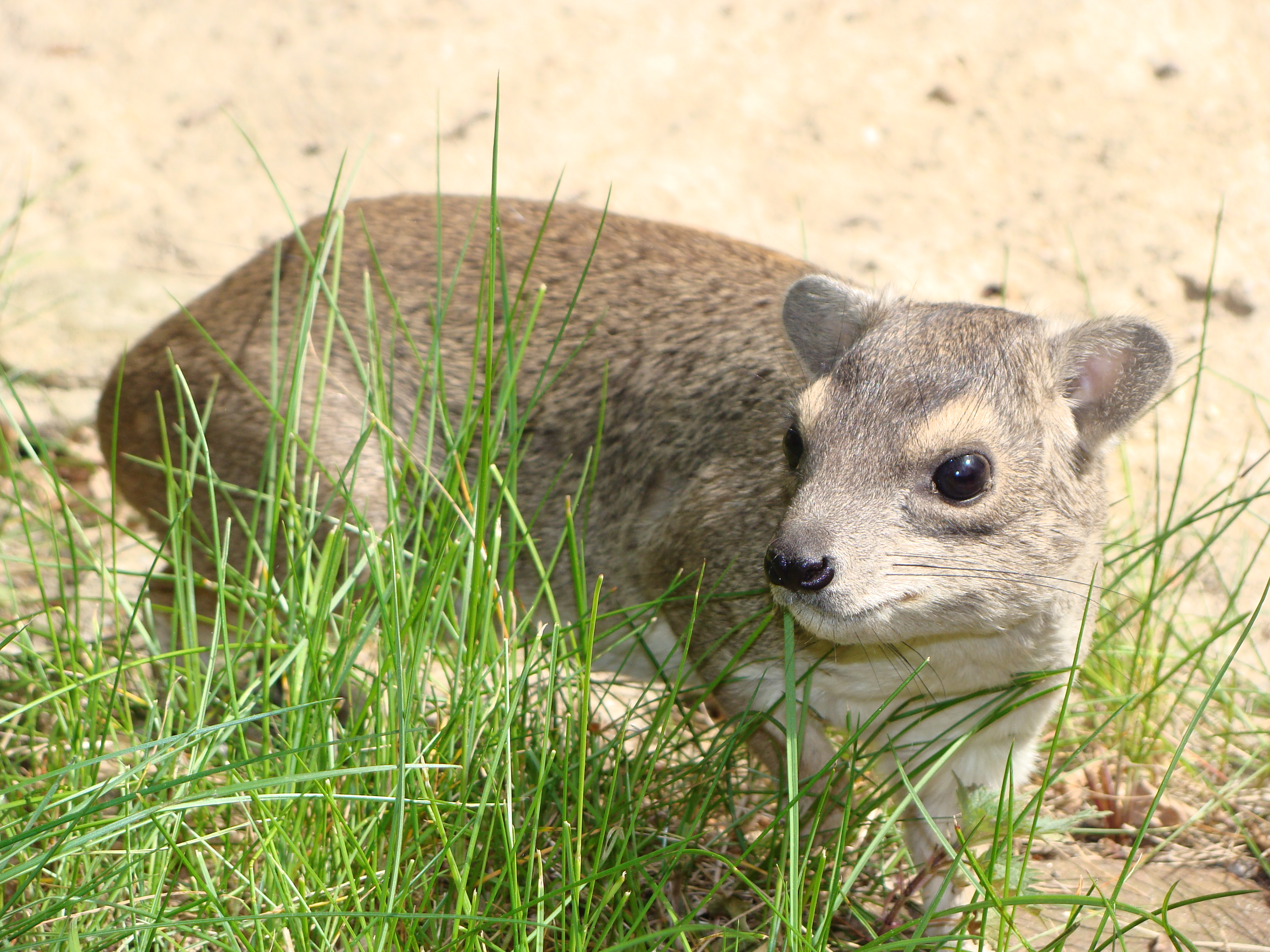
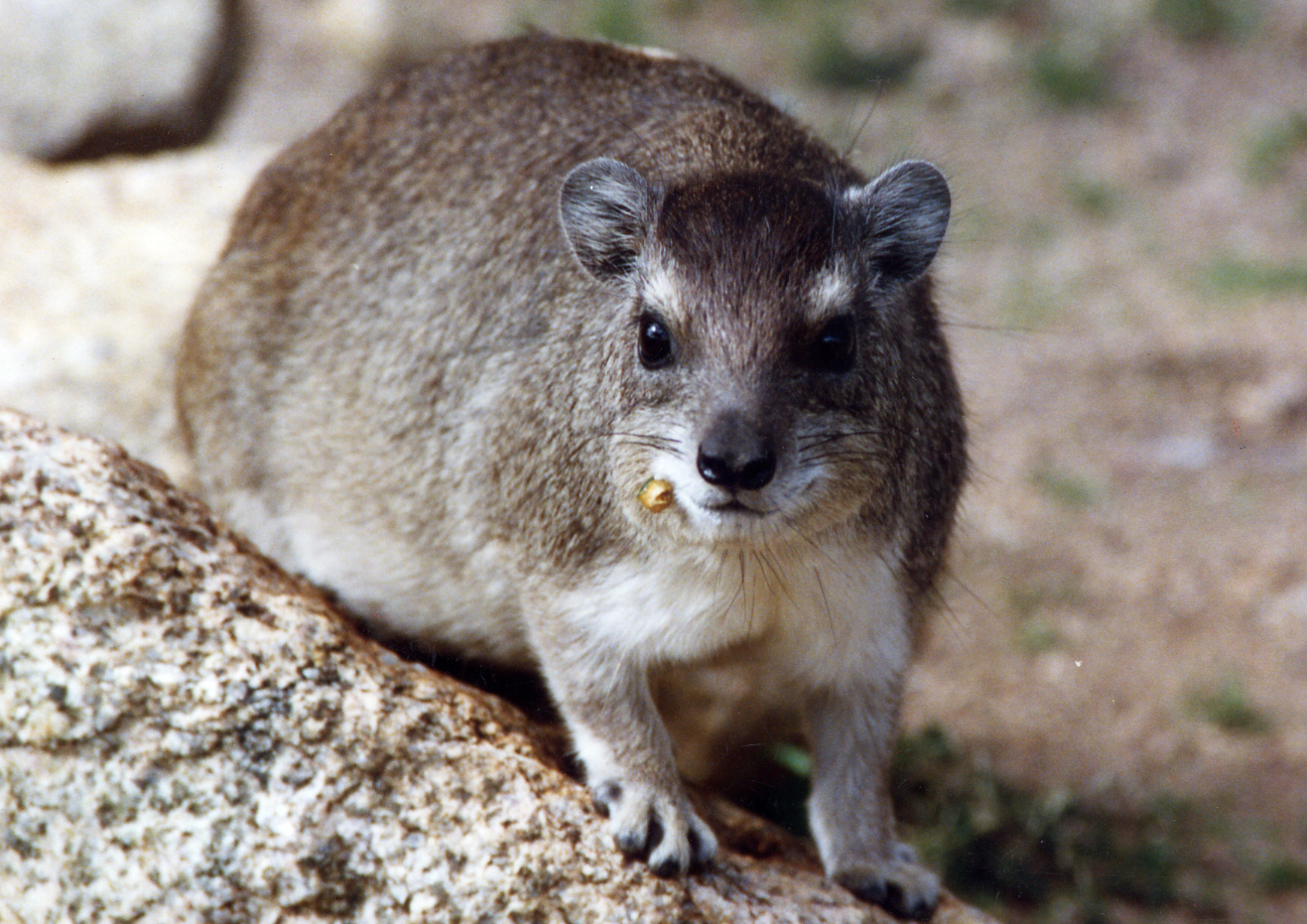

- وبر منقط أصفر